# Hanover (Ohio)
Hanover è un villaggio degli Stati Uniti d'America, situato nello stato dell'Ohio, nella contea di Licking.